# Notiohyphantes
Notiohyphantes is een geslacht van spinnen uit de familie hangmatspinnen (Linyphiidae).

## Soorten
De volgende soorten zijn bij het geslacht ingedeeld:
- Notiohyphantes excelsus (Keyserling, 1886)
- Notiohyphantes laudatus Millidge, 1991
- Notiohyphantes meridionalis (Tullgren, 1901)